# إدواردو مارتينيز سيليس
إدواردو مارتينيز سيليس (بالإسبانية: Eduardo Martínez Celis) هو صحفي وكاتب وشاعر مكسيكي، ولد في 29 أكتوبر 1890 في Zamora, Michoacán ‏ في المكسيك، وتوفي في 5 نوفمبر 1943 في مونتيري في المكسيك.